# دانشگاه کیوشو
الگو:Infobox Japanese university ranking

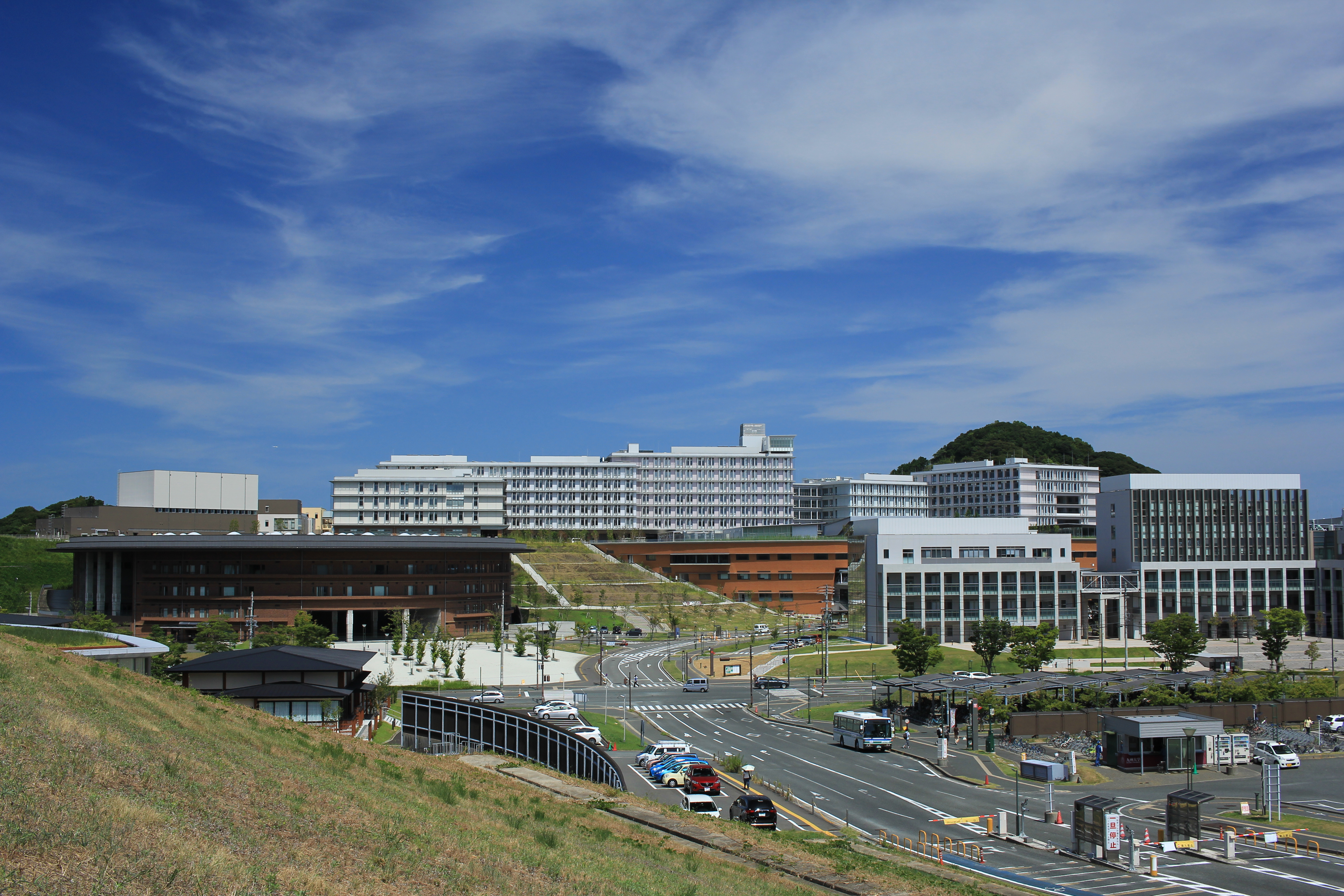
نمایی از پردیس دانشگاه کیوشو در جزیره کیوشو، ژاپن - ۲۰۱۸

دانشگاه کیوشو (به ژاپنی: 九州大学, Kyūshū Daigaku) یک دانشگاه ملی در فوکوئوکا در جزیره کیوشو در ژاپن است.